# Seznam dílů seriálu Myšlenky zločince: Za hranicemi
Toto je seznam dílů seriálu Myšlenky zločince: Za hranicemi.

## Přehled řad
| Řada | Díly | Premiéra v USA  | Premiéra v USA  | Premiéra v ČR  | Premiéra v ČR    |
| Řada | Díly | První díl       | Poslední díl    | První díl      | Poslední díl     |
| ---- | ---- | --------------- | --------------- | -------------- | ---------------- |
| 1    | 13   | 16. března 2016 | 25. května 2016 | 11. dubna 2017 | 4. července 2017 |
| 2    | 13   | 8. března 2017  | 17. května 2017 | 10. dubna 2018 | bude oznámeno    |

## Seznam dílů

### První řada (2016)
| Č. v seriálu | Č. v řadě | Původní název              | Český název | Režie                 | Scénář              | Premiéra v USA  | Premiéra v ČR    |
| ------------ | --------- | -------------------------- | ----------- | --------------------- | ------------------- | --------------- | ---------------- |
| 1            | 1         | The Harmful One            |             | Colin Bucksey         | Erica Messer        | 16. března 2016 | 11. dubna 2017   |
| 2            | 2         | Harvested                  |             | Rob Bailey            | Erica Meredith      | 23. března 2016 | 18. dubna 2017   |
| 3            | 3         | Denial                     |             | Rod Holcomb           | Adam Glass          | 30. března 2016 | 25. dubna 2017   |
| 4            | 4         | Whispering Death           |             | Larry Teng            | Adam Glass          | 6. dubna 2016   | 2. května 2017   |
| 5            | 5         | The Lonely Heart           |             | Constantine Makris    | Ticona S. Joy       | 6. dubna 2016   | 9. května 2017   |
| 6            | 6         | Love Interrupted           |             | Paul A. Kaufman       | Adam Glass          | 13. dubna 2016  | 16. května 2017  |
| 7            | 7         | Citizens of the World      |             | Alec Smight           | Matthew Lau         | 20. dubna 2016  | 23. května 2017  |
| 8            | 8         | De Los Inocentes           |             | Jeannot Szwarc        | Christopher Barbour | 27. dubna 2016  | 30. května 2017  |
| 9            | 9         | The Matchmaker             |             | Matt Earl Beesley     | Tim Clemente        | 4. května 2016  | 6. června 2017   |
| 10           | 10        | Iqiniso                    |             | Laura Belsey          | Christopher Barbour | 11. května 2016 | 13. června 2017  |
| 11           | 11        | The Ballad of Nick and Nat |             | Jeremiah Chechik      | Daniele Nathanson   | 11. května 2016 | 20. června 2017  |
| 12           | 12        | El Toro Bravo              |             | Tawnia McKiernan      | Erica Meredith      | 25. května 2016 | 27. června 2017  |
| 13           | 13        | Paper Orphans              |             | Félix Enríquez Alcalá | Erica Messer        | 25. května 2016 | 4. července 2017 |

### Druhá řada (2017)
| Č. v seriálu | Č. v řadě | Původní název             | Český název   | Režie              | Scénář              | Premiéra v USA  | Premiéra v ČR  |
| ------------ | --------- | ------------------------- | ------------- | ------------------ | ------------------- | --------------- | -------------- |
| 14           | 1         | Lost Souls                | bude oznámeno | Alec Smight        | Erica Messer        | 8. března 2017  | 10. dubna 2018 |
| 15           | 2         | Il Mostro                 | bude oznámeno | Leon Ichaso        | Christopher Barbour | 15. března 2017 | bude oznámeno  |
| 16           | 3         | The Devil's Breath        | bude oznámeno | Oz Scott           | Adam Glass          | 22. března 2017 | bude oznámeno  |
| 17           | 4         | Pretty Like Me            | bude oznámeno | Greg Prange        | Daniele Nathanson   | 29. března 2017 | bude oznámeno  |
| 18           | 5         | Made In...                | bude oznámeno | Jeannot Szwarc     | Erica Meredith      | 5. dubna 2017   | bude oznámeno  |
| 19           | 6         | Cinderella and the Dragon | bude oznámeno | Diana C. Valentine | Matthew Lau         | 12. dubna 2017  | bude oznámeno  |
| 20           | 7         | La Huesuda                | bude oznámeno | Rod Holcomb        | Adam Glass          | 12. dubna 2017  | bude oznámeno  |
| 21           | 8         | Pankration                | bude oznámeno | Laura Belsey       | Ticona S. Joy       | 19. dubna 2017  | bude oznámeno  |
| 22           | 9         | Blowback                  | bude oznámeno | Nina Lopez-Corrado | Christopher Barbour | 26. dubna 2017  | bude oznámeno  |
| 23           | 10        | Type A                    | bude oznámeno | Christoph Schrewe  | Tim Clemente        | 3. května 2017  | bude oznámeno  |
| 24           | 11        | Obey                      | bude oznámeno | Constantine Makris | Daniele Nathanson   | 10. května 2017 | bude oznámeno  |
| 25           | 12        | Abominable                | bude oznámeno | Jennifer Lynchová  | Matthew Lau         | 17. května 2017 | bude oznámeno  |
| 26           | 13        | The Ripper of Riga        | bude oznámeno | Mikael Salomon     | Adam Glass          | 17. května 2017 | bude oznámeno  |